# Inhuman Rampage
Inhuman Rampage je hudební album skupiny DragonForce. Vydala bylo v roce 2006.

## Seznam skladeb
1. "Through the Fire and Flames" – 7:24
2. "Revolution Deathsquad" – 7:52
3. "Storming the Burning Fields" – 5:19
4. "Operation Ground and Pound" – 7:44
5. "Body Breakdown" – 6:58
6. "Cry for Eternity" – 8:12
7. "The Flame of Youth" – 6:41
8. "Trail of Broken Hearts" – 5:57
9. "Lost Souls in Endless Time" – 6:22 (bonus track)